# 대한민국 형법 제130조
대한민국 형법 제130조는 제삼자뇌물제공에 대한 형법각칙의 조문이다.

## 조문
제130조(제삼자뇌물제공) 공무원 또는 중재인이 그 직무에 관하여 부정한 청탁을 받고 제3자에게 뇌물을 공여하게 하거나 공여를 요구 또는 약속한 때에는 5년 이하의 징역 또는 10년 이하의 자격정지에 처한다.

第130條(第三者賂物提供) 公務員 또는 仲裁人이 그 職務에 關하여 不正한 請託을 받고 第3者에게 賂物을 供與하게 하거나 供與를 要求 또는 約束한 때에는 5年 以下의 懲役 또는 10年 以下의 資格停止에 處한다.

## 사례
- 구의회 의장선거 과정에서 국회의원 남편에게 말해 선거권을 가진 구의원들에게 사실상 영향력을 행사해 주겠다며 억대 청탁성 뒷돈을 챙긴 국회의원의 부인은 본 죄를 범한 것으로 볼 수 있다[1]

- 기업으로부터 기업결합 심사를 선처해 달라는 요청을 받고 시주의 형식으로 교부됐고 불심에서 우러나온 것이라 하더라도 자신이 다니던 사찰에 10억원을 시주토록 한 전 공정거래위원회 위원장은 본 죄에 해당할 수 있다[2].

## 참고 문헌
- 김재윤, 손동권, 『새로운 형법각론』, 율곡출판사, 2013. ISBN 9788997428342

## 같이 보기
- 뇌물
- 특정범죄가중처벌 등에 관한 법률